# Parag Khanna

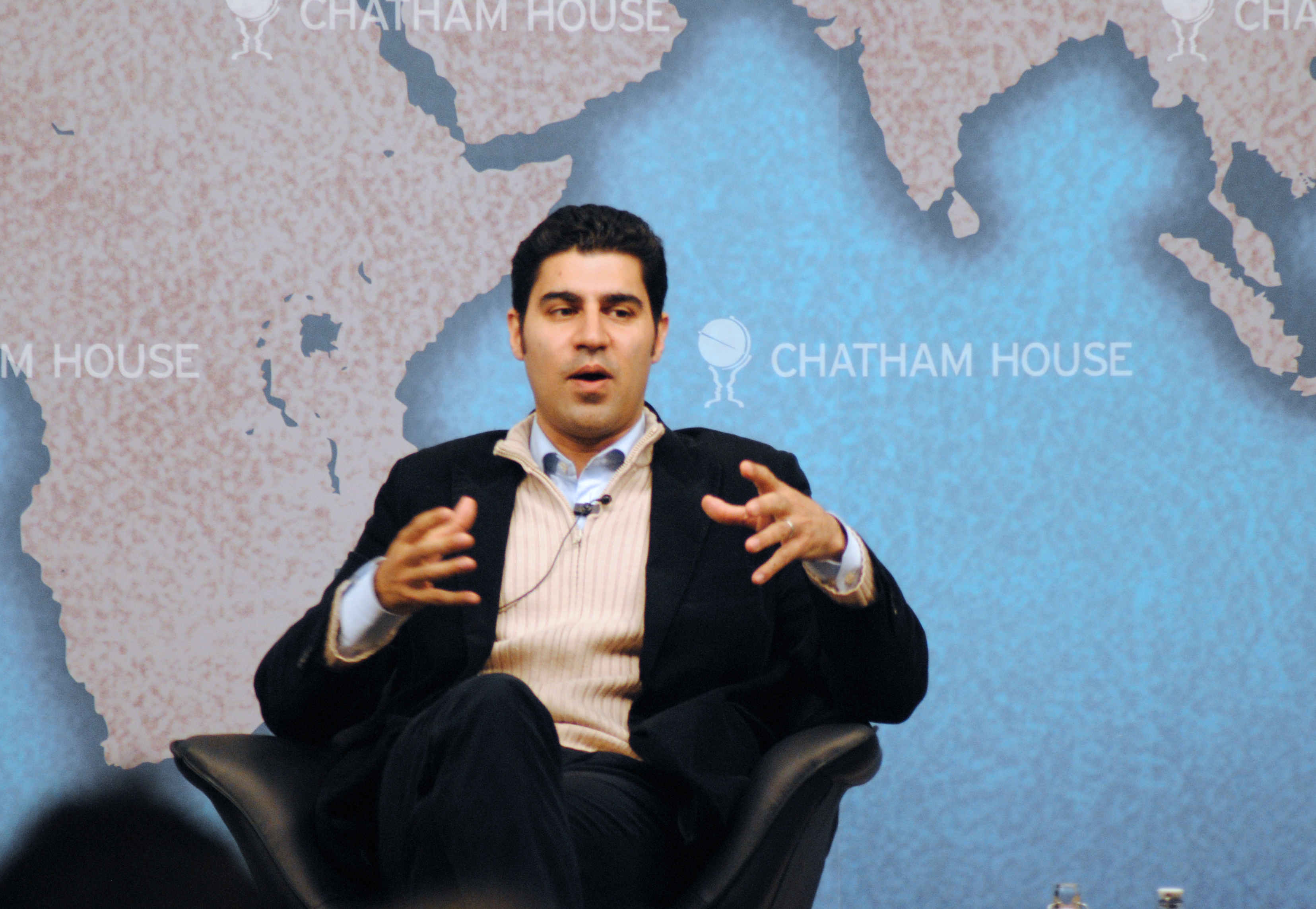
Parag Khanna (2012)

Parag Khanna (* 27. Juli 1977 in Kanpur) ist ein indisch-amerikanischer Politikwissenschaftler, Strategieberater und Publizist. Er ist Gründer und geschäftsführender Partner von FutureMap, einem daten- und szenariobasierten Strategieberatungsunternehmen.

## Leben
Nach seiner Geburt in Indien wuchs Khanna in den Vereinigten Arabischen Emiraten, in den USA und in Deutschland auf. Er machte den Bachelor- und Master-Abschluss an der Georgetown University und wurde an der London School of Economics and Political Science zum Ph.D. promoviert. 1999/2000 war er wissenschaftlicher Mitarbeiter beim Council on Foreign Relations in New York und von 2000 bis 2002 arbeitete er für das Weltwirtschaftsforum in Genf. Von 2002 bis 2005 war er Global Governance Fellow der Brookings Institution. In den Jahren 2006 bis 2015 war er Senior Research Fellow bei der New America Foundation und wurde zwischenzeitlich (2007) im Irak und in Afghanistan als leitender geopolitischer Berater des US-Militärs tätig. Von 2013 bis 2018 wirkte er als Senior Research Fellow am Centre on Asia and Globalisation an der Lee Kuan Yew School of Public Policy der National University of Singapore. Parag war Berater für das Programm „Global Trends 2030“ des National Intelligence Council der USA. In der ersten Präsidentschaftskampagne Barack Obamas war er als außenpolitischer Berater tätig.
Er wurde als Young Global Leader des Weltwirtschaftsforums ausgezeichnet und erhielt Stipendien von der Stiftung der Vereinten Nationen, der Smith Richardson Foundation und der Ford Foundation. Er war Gastforscher an der Munk School of Global Affairs an der University of Toronto, an der American Academy in Berlin, der Observer Research Foundation in Neu-Delhi und der Robert Bosch Academy in Berlin. Außerdem ist er Non-Resident Associate des Institute for the Study of Diplomacy an der Georgetown University. Khanna spricht Englisch, Deutsch, Hindi, Französisch, Spanisch und beherrscht die Grundlagen des Arabischen.
Khanna ist CNN-Experte für Globalisierung und Geopolitik und publiziert Artikel und Essays in Zeitungen wie der New York Times, der Washington Post, der Financial Times, The Guardian und Die Zeit.

## Schriften (Auswahl)
- The Second World. Empires and Influence in the New Global Order. Random House, New York 2008, ISBN 1-4000-6508-9.
  - Der Kampf um die Zweite Welt. Imperien und Einfluss in der neuen Weltordnung. Übersetzt von Thorsten Schmidt, Berlin-Verlag, Berlin 2008, ISBN 978-3-8270-0599-1.
- How to Run the World. Charting a Course to the Next Renaissance. Random House, New York 2011, ISBN 1-4000-6827-4.
  - Wie man die Welt regiert. Eine neue Diplomatie in Zeiten der Verunsicherung. Übersetzt von Thorsten Schmidt, Bloomsbury Taschenbuch, Berlin 2012, ISBN 978-3-8333-0824-6.
- Connectography. Mapping the Future of Global Civilization. Random House, New York 2016, ISBN 978-0-8129-8855-0.
- The Future is Asian. Commerce, Conflict, and Culture in the 21st Century. Simon & Schuster Paperbacks, New York 2019, ISBN 978-1-9821-1533-3.
  - Unsere asiatische Zukunft. Übersetzt von Norbert Juraschitz, Rowohlt Berlin, Berlin 2019, ISBN 978-3-7371-0002-1.
- Move. The forces uprooting us and shaping humanity's destiny. Scribner, New York 2021, ISBN 978-1-9821-6897-1.
  - Move. Das Zeitalter der Migration. Übersetzt von Norbert Juraschitz und Karsten Petersen, Rowohlt Berlin, Berlin 2021, ISBN 978-3-7371-0115-8.[6]

## Deutschsprachige Interviews (Auswahl)
- China und die Corona-Krise: „Dieser Staat wird nicht zerfallen“. Parag Khanna im Gespräch mit Karin Fischer, Deutschlandfunk, 23. Februar 2020.
- „China hat keine Freunde“, Interview von Nils Kreimeier mit Parag Khanna, Capital, 19. Januar 2020.
- „China ist weder der Anfang noch das Ende der asiatischen Geschichte“. Interview von Gerald Hosp mit Parag Khanna, Neue Zürcher Zeitung, 17. Oktober 2019.
- Völkerverbindungen, Interview von Thomas Ramge mit Parag Khanna, brand eins, 4/2018.
- Wieso mehr Technokratie die Demokratie retten kann: „Der Populismus ist nicht das Hauptproblem der Demokratie“, Interview von Max Tholl mit Parag Khanna, Der Tagesspiegel, 11. Oktober 2017.
- „Ich glaube, wir kehren in eine uralte Weltkarte zurück.“ Geopolitologe: Staatliche Diplomatie verliert an Einfluss, Parag Khanna im Gespräch mit Alexandra Mangel, Deutschlandfunk Kultur, 25. März 2011.